# 拉讷昂巴雷图斯
拉讷昂巴雷图斯（法語：Lanne-en-Barétous，法語發音：[lan ɑ̃ baʁetus]）是法国大西洋比利牛斯省的一个市镇，属于奥洛龙-圣玛丽区。

## 地理
拉讷昂巴雷图斯（43°6'47"N, 0°45'35"W）面积41.48 平方千米，位于法国新阿基坦大区大西洋比利牛斯省，该省份为法国东南部省份，涵盖了贝阿恩与北巴斯克，西临大西洋比斯開灣，北至朗德省，东北接热尔省，东临上比利牛斯省，南与西班牙接壤。
与拉讷昂巴雷图斯接壤的市镇（或旧市镇、城区）包括：阿拉米茨、阿雷特、巴尔屈斯、奥镇、蒙托里、圣昂格拉斯。

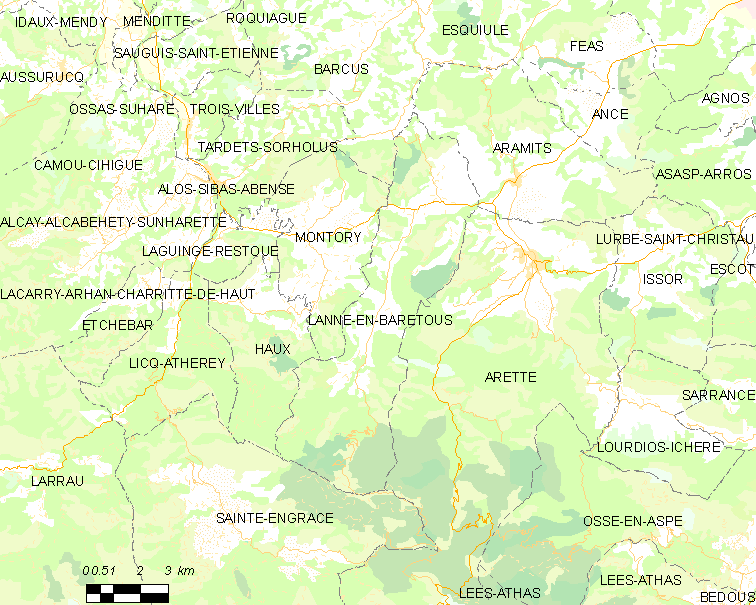
拉讷昂巴雷图斯的OSM定位图

拉讷昂巴雷图斯的时区为UTC+01:00、UTC+02:00（夏令时）。

## 行政
拉讷昂巴雷图斯的邮政编码为64570，INSEE市镇编码为64310。

## 政治
拉讷昂巴雷图斯所属的省级选区为奥洛龙-圣玛丽第一县。

## 人口

1962-2008年间拉讷昂巴雷图斯人口变化图示

拉讷昂巴雷图斯于2022年1月1日时的人口数量为479人。